# Microregiunea Sárospatak
Microregiunea Sárospatak (în maghiară Sárospataki kistérség) a fost o microregiune statistică (kistérség) din județul Borsod-Abaúj-Zemplén, Ungaria.
Cu o populație de 24.246 locuitori și o suprafață de 477,67 km2, aceasta a existat până în 2014, când în Ungaria, microregiunile ”kistérségek” au fost înlocuite de districte (járások).